# Тимошівська волость (Чигиринський повіт)
Тимошівська волость — адміністративно-територіальна одиниця Чигиринського повіту Київської губернії з центром у селі Тимошівка.
Станом на 1886 рік складалася з 3 поселень, 3 сільських громад. Населення — 3339 осіб (1636 чоловічої статі та 1703 — жіночої), 487 дворових господарства.
Наприкінці 1880-х років приєднана до Олександрівської волості.
|                     | Площа, десятин | У тому числі орної, десятин |
| ------------------- | -------------- | --------------------------- |
| Сільських громад    | 1720           | 1487                        |
| Приватної власності | 3316           | 2326                        |
| Іншої власності     | 110            | 92                          |
| Загалом             | 3905           | 2787                        |

Поселення волості:
- Тимошівка — колишнє власницьке село за 50 верст від повітового міста, 1304 осіб, 214 дворів, православна церква, школа, 3 постоялих будинки, 2 лавки, цегельний завод.
- Бандурове — колишнє власницьке село, 797 осіб, 103 двори, православна церква, школа, постоялий будинок, 2 лавки.
- Голикове — колишнє державне село, 1082 особи, 170 дворів, православна церква, школа, постоялий будинок, 3 лавки.